# Nicole Courcel
Nicole Courcel (Saint-Cloud, 1931. október 21. – Párizs, 2016. június 26.) francia színésznő.

## Életpályája
Hazájában és Angliában nevelkedett. Színi tanulmányai után különböző párizsi társulatok tagja volt. 1947-től szerepelt filmekben, s gyakran a televízió kamerái előtt is. 1947–1979 között 43 filmben volt látható. 1958-ban Magyarországon vendégszerepelt (Fekete szem éjszakája).
Mai (1971) témájú drámákban, de főként vígjátékokban vonzó közvetlenségével, bájos egyéniségével aratott sikert. Ismert alakítása a Papa, mama-sorozat csinos Ő-je, a mulatságos galibák egyik okozója.

## Filmjei
- Párizs és a tavasz (1946)
- Randevú júliusban (Rendez-vous de juillet) (1949)
- A kikötő Máriája (1950)
- Foreign Intrigue (1953–1954)
- Zárt tárgyalás (1954)
- A Versailles-i kastély (1954)
- Sherlock Holmes (1955)
- A boszorkány (1956)
- Nők klubja (Club de femmes) (1956)
- Fájdalom nélkül (1956)
- Megmérgez a családom (1957)
- Fekete szem éjszakája (1959)
- Aki átmegy a falon (1959)
- A Rajnán túl (Le passage du Rhin) (1960)
- Orfeusz végrendelete (1960)
- Róma szűzei (Le vergini di Roma) (1961)
- Párizsi szerelmek (Les amours de Paris) (1961)
- Konga Yo (1962)
- Vasárnapok Ville d’Avray-ban (Les dimanches de Ville d’Avray) (1962); Madeleine
- Késedelem Marienbornban (Verspätung in Marienborn) (1963)
- Nick Carter és a piros treff (Nick Carter et le trèfle rouge) (1965)
- Teremtmények (1966)
- Tábornokok éjszakája (1967)
- A fojtogató (L′étrangleur) (1970)
- A pofon (1974)
- Madame Bovary (1974)
- Thomas (1975)
- A Thibault család (2003)
- Milady (2004)

### Papa, mama-sorozat
- A papa, mama, ő meg én (Papa, maman, la bonne et moi…) (1954)
- A papa, mama, feleségem meg én (Papa, maman, ma femme et moi…) (1955)